# Route nationale 618b
La route nationale 618b ou RN 618b était une route nationale française reliant Herrère à Arudy. À la suite de la réforme de 1972, elle a été déclassée en RD 920.

## Ancien tracé d'Herrère à Arudy (D 920)
- Herrère
- Ogeu-les-Bains
- Buziet
- Buzy
- Arudy